# Liste der National Historic Sites of Canada in Yukon
Diese Liste beinhaltet alle Bauwerke, Objekte und Stätten im kanadischen Territorium Yukon, die den Status einer National Historic Site of Canada (frz. lieu historique national du Canada) besitzen. Das Historic Sites and Monuments Board of Canada, als Behörde im Geschäftsbereich des kanadischen Bundesumweltministeriums, nahm bisher (Stand: Dezember 2022) zwölf Stätten in diese Liste auf. Von diesen Stätten werden zurzeit sechs von Parks Canada verwaltet.

## National Historic Sites
| Historische Stätte                      | Datum                 | Kenn- zeichnung | Standort                                         | Beschreibung | Foto                                    |
| --------------------------------------- | --------------------- | --------------- | ------------------------------------------------ | --- | --------------------------------------- |
| Canadian Bank of Commerce               | 1901 (Bauende)        | 1988            | Dawson 64° 3′ 46″ N, 139° 26′ 8″ W               | Historisches Bankgebäude, über das während des Klondike-Goldrausches wichtige Bankgeschäfte erledigt wurden.                                    |                                         |
| Dawson Historical Complex               | 1896–1901             | 1959            | Dawson 64° 3′ 48″ N, 139° 25′ 52″ W              | Ensemble von Gebäuden aus der Zeit des Goldrausches am Klondike River.                                                                          | Dawson Historical Complex               |
| Discovery Claim (Claim 37903)           | 1896 (Ereignis)       | 1998            | Yukon, Unorganized 63° 54′ 59″ N, 139° 18′ 59″ W | Stelle, an der erstmals in der Region Klondike Gold entdeckt wurde, was den größten Goldrausch in der Geschichte Amerikas auslöste.             | Discovery Claim (Claim 37903)           |
| Dredge No. 4                            | 1913 (Inbetriebnahme) | 1997            | Yukon, Unorganized 63° 56′ 45″ N, 139° 19′ 48″ W | Goldbagger, Symbol des Tagebaus (1899–1966) während der Zeit des Goldabbaus in der Region Klondike.                                             | Dredge No. 4                            |
| Ehemaliges Territorial Court House      | 1901 (Bauende)        | 1981            | Dawson 64° 3′ 23″ N, 139° 26′ 26″ W              | Früheres Gerichtsgebäude des Territoriums Yukon.                                                                                                | Ehemaliges Territorial Court House      |
| Old Territorial Administration Building | 1901 (Bauende)        | 2001            | Dawson 64° 3′ 32″ N, 139° 26′ 11″ W              | Ehemaliges Gebäude der Territorialverwaltung; Symbol der Anbindung der Territorien nördlich des 60. Breitengrades an die südlichen Landesteile. | Old Territorial Administration Building |
| S.S. Keno                               | 1922 (Inbetriebnahme) | 1962            | Dawson 64° 4′ 3″ N, 139° 25′ 45″ W               | Hölzernes Dampfschiff zur Erzbeförderung. | S.S. Keno                               |
| S.S. Klondike                           | 1937 (Inbetriebnahme) | 1967            | Whitehorse 60° 43′ 46″ N, 135° 2′ 50″ W          | Größtes und letztes mit Dampf betriebenes Handelsschiff auf dem Yukon River.                                                                    | S.S. Klondike                           |
| St. Paul’s Anglican Church              | 1902 (Bauende)        | 1989            | Dawson 64° 3′ 31″ N, 139° 26′ 17″ W              | Schönes Beispiel neugotischer Kirchenarchitektur.                                                                                               | St. Paul’s Anglican Church              |
| T'äw Tà'är                              |                       | 2012            | Teslin River 61° 14′ 34″ N, 134° 36′ 50″ W       | Kulturlandschaft der Ta'an Kwach'an an einer Kreuzung von vielen traditionellen regionalen Reise-/Wanderrouten.                                 |                                         |
| Tr’ochëk                                | 1902 (Bauende)        | 2002            | Dawson 64° 2′ 59″ N, 139° 26′ 25″ W              | Kulturlandschaft der Tr’ondek Hwech’in First Nation, traditioneller Fischplatz.                                                                 | Tr’ochëk                                |
| Yukon Hotel                             | 1898 (Bauende)        | 1982            | Dawson 64° 3′ 33″ N, 139° 26′ 18″ W              | Hotelanlage im Binet Block, der am südlichen Rand eines Geschäftsviertels errichtet wurde.                                                      | Yukon Hotel                             |